# Huacareta (gemeente)
Huacareta is een gemeente (municipio) in de Boliviaanse provincie Hernando Siles in het departement Chuquisaca. De gemeente telt naar schatting 8.395 inwoners (2018). De hoofdplaats is San Pablo de Huacareta.